# Composizioni di Arthur Honegger

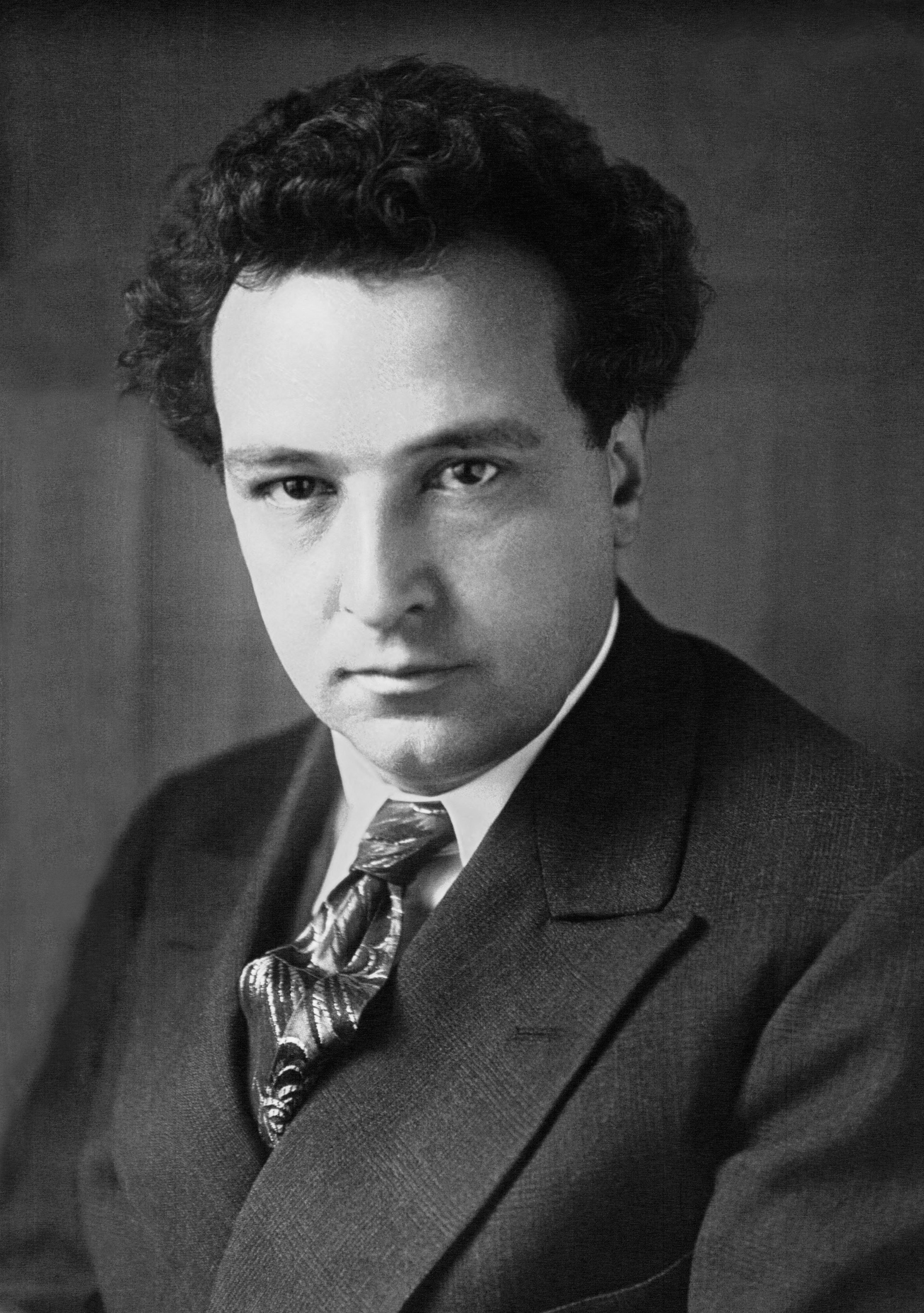
Honegger nel 1928.

Lista delle composizioni di Arthur Honegger (1892-1955), ordinate per genere e per numero di catalogo secondo il catalogo del musicologo belga Harry Halbreich.

## Musica orchestrale

### Sinfonie
1930 : H  75 I Sinfonia in Do
1941 : H 153 II Sinfonia per archi e tromba in Re (Sinfonia per archi)
1946 : H 186 III Sinfonia (Symphonie Liturgique)
1946 : H 191 IV Sinfonia in La (Deliciae basiliensis)
1950 : H 202 V Sinfonia in Re (Di tre re)

### Movimenti sinfonici
1923 : H  53 Pacific 231 (Movimento sinfonico No. 1)
1928 : H  67 Rugby (Movimento sinfonico No. 2)
1933 : H  83 Movimento sinfonico No. 3

### Concerti
1924 : H  55 Concertino per pianoforte e orchestra
1929 : H  72 Concerto per violoncello e orchestra in Do maggiore
1948 : H 196 Concerto da camera, per flauto, corno inglese e archi all'Opernhaus Zürich nel 1949

### Altro
1917 : H  10 Prélude per Aglavaine et Sélysette
1917 : H  16 Le Chant di Nigamon
1920 : H  31 Pastorale d'été
1921 : H  38 Horace victorieux, (Orazio trionfante) sinfonia mimata, al Grand Théâtre di Ginevra diretta da Ernest Ansermet
1923 : H 48A Prelude per the Tempest, su un'opera di Shakespeare
1923 : H  47 Chant di joie (Canto di gioia)
1936 : H 102 Nocturne per orchestra
1937 : H 107 Les Mille et une nuits (Le mille e una notte) per Soprano, Tenore e orchestra
1942 : H 162 Le Grand Barrage
1945 : H 182 Sérénade à Angélique
1951 : H 203 Suite archaïque
1951 : H 204 Monopartita
1951 : H 207 Toccata su un tema di Campra, un movimento dall'opera collettiva La guirlande di Campra
???? : H 218 Chevauchée
???? : H 219 Pathétique
???? : H 221 Allegretto

## Musica da camera

### Quartetti d'archi
1917 : H  15 Quartetto d'archi No. 1 in Do minore
1935 : H 103 Quartetto d'archi No. 2 in Re
1937 : H 114 Quartetto d'archi No. 3 in Mi

### Sonate
1912 : H   3 Sonate per violino e pianoforte in Re minore (No. 0)
1912 : H   4 Sonate per violoncello e pianoforte (perduto)
1918 : H  17 I sonata per violino e pianoforte in Do diesis minore
1919 : H  24 II sonata per violino e pianoforte in Si
1920 : H  28 Sonata per viola e pianoforte
1920 : H  29 Sonatina per due violini in Sol
1920 : H  32 Sonata per violoncello e pianoforte in Re minore
1922 : H  42 Sonatina per clarinetto e pianoforte
1932 : H  80 Sonatina per violino e violoncello in Mi minore
1940 : H 143 Sonata per solo violino in Re minore

### Canzoni
1920 : H  30 Pâques à New-York, (Pasqua a New York) da Blaise Cendrars, per mezzo-soprano e Quartetto d'archi
1923 : H  51 Six poesies de Jean Cocteau, per mezzo-soprano ed ensemble da camera
1926 : H  63 Trois Chansons de La Petite Sirène (Tre canzoni della piccola sirena)

### Altro
1914 : H   6 Trio per violino, violoncello, e pianoforte in Fa minore
1920 : H  33 Inno per 10 strumenti ad arco, in Si minore
1921 : H  39 La Danse di la Chèvre (The Goat Dance)
1929 : H  43 Tre Contrappunti
1934 : H  89 Petite Suite per 2 strumenti e pianoforte
1941 : H 147 L'Ombre de la Ravine per Quartetto d'archi, flauto e arpa (L'ombra di Ravine)
1947 : H 193 Intrada per tromba in Do e pianoforte
1953 : H 211 Romanza per flauto e pianoforte

## Musica per pianoforte
1916 : H   8 Toccata e variazioni
1919 : H  23 Tre Pezzi per pianoforte (Prélude, Hommage à Maurice Ravel, Danse)
1920 : H  25 Sette pezzi brevi
1920 : H  26 Sarabande (contenuta nell'Album des six)
1923 : H  52 Le Cahier romand
1925 : H 60B La Neige sur Rome da L'Impératrice aux Rochers
1928 : H  69 Hommage à Albert Roussel
1932 : H  81 Prélude, arioso, e fughetta sul nome BACH
1937 : H 115 Scenic Railway
1941 : H 145 Petits Airs sur une basse célèbre

## Musica per il palcoscenico

### Balletti
1918 : H  19 Le Dit des jeux du monde
1920 : H  34 Vérité? Mensonge? (Verità? Menzogna?)
1921 : H  38 Horace victorieux, symphonie mimée
1922 : H  40 Skating Rink, Sinfonia coreografica
1922 : H  46 Fantasio
1925 : H  58 Sous-marine (pantomima)
1928 : H  68 Les Noces d'Amour et di Psyché (Il matrimonio di Amore e Psiche)
1928 : H  66 Roses di métal
1929 : H  71 Amphion, melodramma di Paul Valéry
1934 : H  85 Sémiramis, melodramma di Paul Valéry
1935 : H  96 Icare (Icarus)
1937 : H 113 Un Oiseau blanc s'est envolé (Un uccello bianco è volato via)
1937 : H 123 Le Cantique des cantiques (Il cantico dei cantici del 1938 al Palais Garnier di Parigi con Serge Lifar)
1940 : H 142 La Naissance des couleurs (La nascita dei colori) (1949 al Palais Garnier)
1941 : H 154 Le Mangeur di rêves (Il mangiatore di sogni), perduto
1943 : H 174 L'Appel di la montagne (Il richiamo della montagna)
1945 : H 180 Chota Roustaveli
1946 : H 189 Sortilèges (Incantesimi)
1950 : H 200 De la musique, perduto

### Opera
1903 : H   I Philippa, libretto del compositore
1904 : H  II Sigismond, perduto
1907 : H III La Esméralda, incompleto
1918 : H  20 La Mort di Sainte Alméenne (The Death of Saint Alméenne), per voce e pianoforte, orchestrato nel 2005 da Nicolas Bacri in collaborazione con Harry Halbreich
1925 : H 57B Judith, 'opéra sérieux' , libretto di René Morax
1926 : H  65 Antigone, 'tragédie musicale', libretto di Jean Cocteau basato su Sofocle

### Operetta
1930 : H  76 Les aventures du roi Pausole, libretto di Albert Willemetz
1931 : H  78 La Belle di Moudon
1937 : H 128 Les Petites Cardinales, libretto di Albert Willemetz
1937 : H 108 L'Aiglon, 'drame musical' (in collaborazione con Jacques Ibert)

### Oratorio
1921 : H  37 Le Roi David (Il re Davide) libretto di René Morax, a Mézières diretta  da Ernest Ansermet, versione per orchestra del 1923
1927 : H  57 Judith, libretto di René Morax
1931 : H  77 Cris du monde, (Cries of the World) libretto di René Bizet
1935 : H  99 Jeanne d'Arc au Bûcher (Giovanna d'Arco al rogo), libretto di Paul Claudel, oratorio drammatico in 1 prologo e 10 scene per voci, recitanti, coro misto a 4 voci, coro infantile, 12 maggio 1938 première in concerto nel Kunstmuseum di Basilea con Ida Rubinstein, 13 giugno 1942 première scenica nell'Opernhaus Zürich
1938 : H 131 La Danse des morts, (Danza macabra) libretto di Paul Claudel all'Opernhaus Zürich nel 1940
1939 : H 135 Nicolas di Flue
1953 : H 212 Une Cantate di Noël (Cantata di natale)

### Musica di scena
1919 : H  21 La Danse macabre
1922 : H  41 Saül
1921 : H  35 La Noce massacrée (Il massacro nuziale) da Les mariés di la tour Eiffel;
1926 : H  61 Phaedre su un testo di Jean Cocteau
1927 : H  60 L'Impératrice aux rochers (L'imperatrice delle rocce) al Palais Garnier di Parigi con Ida Rubinstein
1929 : H  48 La tempesta, da William Shakespeare
1926 : H  62 Pour le cantique di Salomon (per il cantico di Salomone)
1936 . H 104 14 Juillet
1937 : H 111 Prelude á la Mort di Jaurès dallo spettacolo Liberté
1937 : H119A Due canzoni da La Construction d'une cité
1941 : H 146 La Mandragore
1941 : H 147 L'Ombre de la ravine
1941 : H 149 Les Suppliantes
1941 : H 150 800 Meters
1941 : H 151 La Ligne d'horizon
1943 : H 165 Le Soulier di satin, libretto di Paul Claudel (1943 al Théâtre national de l'Opéra-Comique diretto da Pierre Boulez)
1943 : H 172 Sodom e Gomorrah
1944 : H 175 Charles le téméraire (Charles the Bold)
1946 : H 187 Prométhée (Prometheus)
1946 : H 190 Hamlet
1948 : H 195 L'État de siège, by Albert Camus
1951 : H 208 On ne badine pas avec l'amour, perduto

## Musica per i media

### Musica per la Radio
1940 : H 140 Christopher Colombus
1944 : H 176 Battements du monde
1949 : H 197 Saint François d'assise
1951 : H 209 La Rédemption di François Villon

### Colonne sonore
1922 : H  44 La Roue di Abel Gance
1927 : H  64 Napoléon di Abel Gance
1934 : H  87 L'idée, film d'animazione di Berthold Bartosch
1936 : H 101 Mayerling
1939 : H 134 Le Déserteur di Moguy
1939 : H 136 Cavalcade d'amour di Bernard
1942 : H 156 Le Journal tombe à cinq heures di Lacombe
1942 : H 157 Huit Hommes dans un château di Pottier
1942 : H 158 Les Antiquités de l'Asie occidentale di Membrin
1942 : H 160 La Boxe en France di Gasnier-Raymond
1942 : H 161 Secrets di Blanchart
1943 : H 166 Le Capitaine Fracasse di Abel Gance
1943 : H 167 Mermoz di Cuny
1943 : H 170 La Nativité di Marty
1943 : H 171 Un Seul Amour di Blanchart
1945 : H 183 Un Ami viendra ce soir di Bernard
1946 : H 185 Les Démons de l'aube d'Allégret
1946 : H 188 Un Revenant di Christian-Jacques, nel quale Honegger ha un piccolo ruolo di compositore
1950 : H 201 Bourdelle di Lucot
1951 : H 205 La Tour de Babel di Rony
1951 : H 206 Paul Claudel di Gillet

## Altre opere
Numerose canzoni

## Libri
L'incantation aux fossiles
Je suis compositeur

## Per numero di catalogo
1903 : H   I Philippa, libretto di composer
1904 : H  II Sigismond, perduto
1907 : H III La Esméralda, unfinished
1912 : H   3 Sonata per violino e pianoforte in Re minore(No. 0)
1912 : H   4 Sonata per violoncello e pianoforte (perduto)
1914 : H   6 Trio per violino, violoncello, e pianoforte in Fa minore
1916 : H   8 Toccata e variations
1917 : H  10 Prélude per Aglavaine et Sélysette
1917 : H  15 Quartetto d'archi No. 1 in Do minore
1917 : H  16 Le Chant di Nigamon
1918 : H  17 I sonata per violino e pianoforte in Do diesis minore (I sonata per violino)
1918 : H  19 Le Dit des jeux du monde
1918 : H  20 La Mort di Sainte Alméenne (La morte di Saint Alméenne)
1919 : H  21 La Danse macabre
1919 : H  23 Tre pezzi per pianoforte (Prélude, Hommage à Maurice Ravel, Danse)
1919 : H  24 Seconda sonata per violino e pianoforte in Si
1920 : H  25 Sette brevi pezzi
1920 : H  26 Sarabande (contenuta nell'Album des six)
1920 : H  28 Sonata per viola e pianoforte
1920 : H  29 Sonatina per due violini in Sol
1920 : H  30 Pâques à New-York, (Pasqua a New York) su Blaise Cendrars, per mezzo-soprano e Quartetto d'archi
1920 : H  31 Pastorale d'été
1920 : H  32 Sonata per violoncello e pianoforte in Re minore
1920 : H  33 Inno per 10 strumenti ad arco, in Si minore
1920 : H  34 Vérité? Mensonge?
1921 : H  35 La Noce massacrée
1921 : H  37 Le Roi David (King David) libretto di René Morax,
1921 : H  38 Horace victorieux, (Orazio trionfante) symphonie mimée
1921 : H  39 La Danse di la Chèvre (La danza della capra)
1922 : H  40 Skating Rink
1922 : H  41 Saül
1922 : H  42 Sonatina per clarinetto e pianoforte
1929 : H  43 Tre Contrappunti
1922 : H  44 La Roue di Abel Gance
1922 : H  46 Fantasio
1923 : H  47 Chant de joie (Canto di gioia)
1929 : H  48 La tempesta, da William Shakespeare
1923 : H 48A Preludio per La Tempesta,
1923 : H  51 Six poesies de Jean Cocteau, per mezzo-soprano ed ensemble da camera
1923 : H  52 Le Cahier romand
1923 : H  53 Pacific 231 (Movimento sinfonico No. 1)
1924 : H  55 Concertino per pianoforte e orchestra
1927 : H  57 Judith, libretto di René Morax
1925 : H 57B Judith, opera seria, libretto di René Morax
1925 : H  58 Sous-marine (Pantomima)
1925 : H  60 L'Impératrice aux rochers
1925 : H 60B La Neige sur Rome da L'Impératrice aux Rochers
1926 : H  61 Phaedre
1926 : H  62 Pour le cantique di Salomon
1926 : H  63 Trois Chansons de La Petite Sirène
1927 : H  64 Napoléon di Abel Gance
1926 : H  65 Antigone, libretto di Jean Cocteau basato su Sofocle
1928 : H  66 Roses di métal
1928 : H  67 Rugby (Movimento sinfonico No. 2)
1928 : H  68 Les Noces d'Amour et di Psyché
1928 : H  69 Hommage à Albert Roussel
1929 : H  71 Amphion, melodramma di Paul Valéry
1929 : H  72 Concerto per violoncello e orchestra in Do maggiore
1930 : H  75 I Sinfonia in Do
1930 : H  76 Les Aventures du roi Pausole, libretto di Albert Willemetz
1931 : H  77 Cris du monde, libretto di René Bizet
1931 : H  78 La Belle di Moudon
1932 : H  80 Sonatina per violino e violoncello in Mi minore
1932 : H  81 Prélude, arioso, e fughetta sul nome BACH
1933 : H  83 Movimento sinfonico No. 3
1934 : H  85 Sémiramis, melodramma di Paul Valéry
1934 : H  87 L'idée, film d'animazione di Berthold Bartosch
1934 : H  89 Petite Suite per 2 strumenti e pianoforte
1935 : H  96 Icare (Icarus)
1935 : H  99 Jeanne d'Arc au Bûcher, libretto di Paul Claudel
1936 : H 101 Mayerling
1936 : H 102 Nocturne per orchestra
1935 : H 103 Quartetto d'archi No. 2 in Re
1936 : H 104 14 Juillet
1937 : H 107 Les Mille et une nuits per Soprano, Tenore e orchestra
1937 : H 108 L'Aiglon (in collaborazione con Jacques Ibert)
1937 : H 111 Prelude á la Mort di Jaurès
1937 : H 113 Un Oiseau blanc s'est envolé
1937 : H 114 Quartetto d'archi No. 3 in Mi
1937 : H 115 Scenic Railway
1937 : H119A due songs da the La Construction d'une cité
1937 : H 123 Le Cantique des cantiques (The Song of Songs)
1937 : H 128 Les Petites Cardinales, libretto di Albert Willemetz
1938 : H 131 La Danse des morts, libretto di Paul Claudel
1939 : H 134 Le Déserteur di Moguy
1939 : H 135 Nicolas di Flue
1939 : H 136 Cavalcade d'amour di Bernard
1940 : H 140 Christopher Colombus
1940 : H 142 La Naissance des couleurs (1949 al Palais Garnier di Parigi)
1940 : H 143 Sonata per solo violino in Re minore
1941 : H 145 Petits Airs sur une basse célèbre
1941 : H 146 La Mandragore
1941 : H 147 L'Ombre di la Ravine per Quartetto d'archi, flauto e arpa
1941 : H 149 Les Suppliantes
1941 : H 150 800 Meters
1941 : H 151 La Ligne d'horizon
1941 : H 153 Seconda Sinfonia per archi e tromba in Re (Sinfonia per archi)
1941 : H 154 Le Mangeur di rêves (The Dream Eater), perduto
1942 : H 156 Le Journal tombe à cinq heures di Lacombe
1942 : H 157 Huit Hommes dans un château di Pottier
1942 : H 158 Les Antiquités di l'Asie occidentale di Membrin
1942 : H 160 La Boxe en France di Gasnier-Raymond
1942 : H 161 Secrets di Blanchart
1942 : H 162 Le Grand Barrage
1943 : H 165 Le Soulier di satin, libretto di Paul Claudel
1943 : H 166 Le Capitaine Fracasse di Abel Gance
1943 : H 167 Mermoz di Cuny
1943 : H 170 La Nativité di Marty
1943 : H 171 Un Seul Amour di Blanchart
1943 : H 172 Sodom e Gomorrah
1943 : H 174 L'Appel de la montagne del 1945 al Palais Garnier di Parigi
1944 : H 175 Charles le téméraire
1944 : H 176 Battements du monde
1945 : H 180 Chota Roustaveli
1945 : H 182 Sérénade à Angélique
1945 : H 183 Un Ami viendra ce soir di Bernard
1946 : H 185 Les Démons di l'aube d'Allégret
1946 : H 186 III Sinfonia (Symphonie liturgique)
1946 : H 187 Prométhée
1946 : H 188 Un Revenant
1946 : H 189 Sortilèges
1946 : H 190 Hamlet
1946 : H 191 IV Sinfonia in La (Deliciae basiliensis)
1947 : H 193 Intrada per tromba e pianoforte
1948 : H 195 L'État di siège, di Albert Camus
1948 : H 196 Concerto da camera, per flauto, corno inglese e archi
1949 : H 197 Saint François d'assise
1950 : H 200 di la musique, perduto
1950 : H 201 Bourdelle di Lucot
1950 : H 202 V Sinfonia in Re (Di tre re)
1951 : H 203 Suite archaïque
1951 : H 204 Monopartita
1951 : H 205 La Tour de Babel di Rony
1951 : H 206 Paul Claudel di Gillet
1951 : H 207 Toccata su un tema di Campra
1951 : H 208 On ne badine pas avec l'amour, perduto
1951 : H 209 La Rédemption de François Villon
1953 : H 211 Romanza per flauto e pianoforte
1953 : H 212 Une Cantate di Noël
? : H 218 Chevauchée
? : H 219 Pathétique
? : H 221 Allegretto